# Puka Nacua
Makea „Puka“ Nacua (geboren am 29. Mai 2001 in Las Vegas, Nevada) ist ein US-amerikanischer American-Football-Spieler auf der Position des Wide Receivers. Er spielte College Football für die University of Washington sowie die Brigham Young University. Im NFL Draft 2023 wurde Nacua in der fünften Runde von den Los Angeles Rams ausgewählt.

## Highschool und College
Nacua wurde in Las Vegas, Nevada, geboren und wuchs in Utah auf. Er hat samoanische Wurzeln, seine Großmutter wanderte aus Samoa in die Vereinigten Staaten ein. Nacua besuchte die Orem High School in Orem, Utah, und stellte mit insgesamt 260 gefangenen Pässen für 5226 Yards und 58 Touchdowns jeweils neue Highschoolrekorde in seinem Bundesstaat auf. In der Saison 2018 wurde er als Gatorade Player of the Year in Utah ausgezeichnet.
Ab 2019 ging er auf die University of Washington, um College Football für die Washington Huskies zu spielen. Dort verzeichnete er 2019 in acht Spielen sieben gefangene Pässe für 168 Yards und einen Touchdown, in der aufgrund der COVID-19-Pandemie in den Vereinigten Staaten stark verkürzten Saison kam er in drei Spielen zum Einsatz und fing neun Pässe für 151 Yards und einen Touchdown. Nach der Saison 2020 entschloss Nacua sich zu einem Wechsel zu den BYU Cougars der Brigham Young University, die in seiner Heimatstadt Provo liegt, um näher bei seiner Familie zu sein, da seine Großmutter an Krebs erkrankt war. Sie erlag ihrer Krankheit wenig später.
Für BYU nahm Nacua eine deutlich größere Rolle als zuvor bei den Huskies ein. In den Spielzeiten 2021 und 2022 erzielte er jeweils den meisten Raumgewinn in seinem Team. Nach 43 Catches für 805 Yards und fünf Touchdowns in zwölf Spielen in seinem ersten Jahr bei den Cougars kam er 2022 verletzungsbedingt nur in neun Spielen zum Einsatz, war aber mit 48 gefangenen Pässen für 625 Yards und fünf Touchdowns erneut führender Receiver seines Teams. In 21 Spielen für BYU war er 14-mal Starter.

## NFL
Nacua wurde im NFL Draft 2023 in der fünften Runde an 177. Stelle von den Los Angeles Rams ausgewählt. Aufgrund des verletzungsbedingten Ausfalls von Cooper Kupp nahm er bereits bei seinem NFL-Debüt am 1. Spieltag eine größere Rolle in der Offense der Rams ein. Nacua fing 10 Pässe für 119 Yards und erzielte damit gleichauf mit Tutu Atwell den meisten Raumgewinn im Passspiel in seinem Team. Damit stellte er einen Franchiserekord für die meisten Receiving-Yards in einem NFL-Debüt auf und verzeichnete den meisten Raumgewinn eines in der fünften Runde oder später ausgewählten Wide Receivers bei seinem ersten NFL-Spiel seit 2000. In der folgenden Woche fing Nacua bei der 23:30-Niederlage gegen die San Francisco 49ers 15 Pässe für 147 Yards, womit er weitere Rekorde brach, darunter den Rekord für die meisten gefangenen Pässe eines Rookies in einem Spiel sowie für die meisten Catches in den ersten beiden Spielen der Karriere. Am vierten Spieltag fing Nacua gegen die Indianapolis Colts neun Pässe für 163 Yards, darunter in der Overtime der spielentscheidende Touchdownpass, der zugleich sein erster Touchdown in der NFL war. Mit 39 gefangenen Pässen für 501 Yards stellte er jeweils Bestwerte für einen Spieler in seinen ersten vier Spielen auf. Am 13. Spieltag überschritt Nacua bei der Partie gegen die Cleveland Browns die Marke von 1000 Yards Raumgewinn im Passspiel, damit war er der erste Rookie in der Geschichte der Rams, dem dies gelang.
Mit seinen 105 Passfängen für 1486 Yards stellte Nacua neue Rekorde für die meisten Receptions (bisher Jaylen Waddle mit 104 im Jahr 2021) und erzielten Yards in einer Saison (bisher Bill Groman im Jahr 1960) auf. Durch ihre vier Siege in den letzten vier Spielen der Regular Season erreichten die Los Angeles Rams die Play-offs, wo man allerdings mit 23:24 gegen die Detroit Lions verlor und somit ausschied. In diesem Spiel fügte Nacua seinen bereits erzielten Rekorden einen weiteren hinzu: Seine 181 Receiving Yards waren die meisten, die ein Rookie je in einem Play-off-Spiel gelangen. Bei der Wahl zum NFL Offensive Rookie of the Year belegte Nacua den zweiten Platz hinter C. J. Stroud.
In der Saison 2024 verpasste Nacua wegen einer Knieverletzung fünf Spiele nach einer Verletzung am ersten Spieltag. Zudem setzte er am sportlich für die Rams bedeutungslosen letzten Spieltag der Regular Season aus. In elf Spielen kam er auf 79 gefangene Pässe für 990 Yards und drei Touchdowns. Im März 2025 wechselte Nacua seine Trikotnummer von der 17 zur 12, nachdem die Rams Davante Adams verpflichtet hatten, der diese Nummer bei seinen vorigen Teams nutzte.

## NFL-Statistiken
| 2023                               | LAR   | 17 | 17 | 105 | 1486 | 14,2 | 80 | 6 | 1 | 0 |
| 2024                               | LAR   | 11 | 11 | 79  | 990  | 12,5 | 51 | 3 | 0 | 0 |
| Total                              | Total | 28 | 28 | 184 | 2476 | 13,5 | 80 | 9 | 1 | 0 |
| Quelle: pro-football-reference.com |       |    |    |     |      |      |    |   |   |   |

## Persönliches
Drei Brüder von Nacua spielten ebenfalls Football am College für BYU. Kai Nacua schaffte es in die NFL, er spielte als Safety und kam auf 25 Partien in der Liga, davon 16 in der Saison 2017 für die Cleveland Browns. Nacuas Spitzname „Puka“ kommt aus dem Samoanischen und bedeutet so viel wie „pummelig“, was sich auf seine Statur als Baby bei seiner Geburt bezieht.